# Denis Watson
Denis Leslie Watson (Salisbury, 18 oktober 1955) is een Zimbabwaanse golfprofessional die actief is op de Champions Tour. Hij was actief op de Southern Africa Tour, de PGA Tour, de Europese Tour en de Europese Senior Tour.

## Loopbaan
In 1976 werd Watson een golfprofessional en hij ging naar Zuid-Afrika waar hij zijn debuut maakte op de Southern Africa Tour, dat anno 2000 vernoemd werd tot de Sunshine Tour.
In 1978 ging Watson naar Europa en hij debuteerde op de Europese Tour. Hij bleef daar golfen tot 1980. In 1980 ging hij naar de Verenigde Staten en hij maakte zijn debuut op de PGA Tour. Hij bleef daar golfen tot 1996 waar hij in 1984 drie toernooien won op de PGA Tour. Tussendoor speelde hij ook af en toe op de Southern Africa Tour waar hij in 1985 de Goodyear Classic won.
In 2005 maakte Watson zijn debuut op de Champions Tour. Tot op het heden speelt hij nog op de Champions Tour. In 2007 behaalde hij op de Champions Tour zijn eerste zege door het Senior PGA Championship te winnen. Later voegde hij nog drie zeges op zijn erelijst. Van 2007 tot 2012 golfde hij ook af en toe op de Europese Senior Tour.

## Prestaties

### Professional
PGA Tour
| Nr. | Datum             | Toernooi                         | Score              | Score | Info                                   |
| --- | ----------------- | -------------------------------- | ------------------ | ----- | -------------------------------------- |
| 1   | 12 augustus 1984  | Buick Open                       | 70-70-63-68=271    | –17   |                                        |
| 2   | 26 augustus 1984  | NEC World Series of Golf         | 69-62-70-70=271    | –9    |                                        |
| 3   | 23 september 1984 | Panasonic Las Vegas Invitational | 69-66-68-70-68=341 | –19   | Invitatietoernooi met vijf speelronden |

Sunshine Tour
- 1985: Goodyear Classic

Champions Tour
| Nr. | Datum            | Toernooi                | Score           | Score | Info                                                                                                  |
| --- | ---------------- | ----------------------- | --------------- | ----- | --- |
| 1   | 27 mei 2007      | Senior PGA Championship | 71-71-69-68=279 | –9    | |
| 2   | 26 augustus 2007 | Boeing Classic          | 69-69-69=207    | –9    | Won de play-off van R. W. Eaks, David Eger, Gil Morgan, Naomichi Ozaki, Dana Quigley en Craig Stadler |
| 3   | 16 maart 2008    | AT&T Champions Classic  | 73-71-65=209    | –7    | Won de play-off van Brad Bryant en Loren Roberts                                                      |
| 4   | 4 mei 2008       | FedEx Kinko's Classic   | 67-70-69=206    | –10   | |

## Teams
Amateur
- Eisenhower Trophy (Zimbabwe): 1974